# Hapsidopareiontidae
De Hapsidopareiontidae zijn een familie van uitgestorven tuditanomorfe microsauriërs. Hapsidopareiontiden zijn bekend uit het Vroeg-Perm van de Verenigde Staten en mogelijk Duitsland en de Tsjechische Republiek.
Hapsidopareiontiden worden gekenmerkt door een grote slaapinham nabij het wanggebied waarin het quadratojugale sterk verminderd of afwezig is. Leden van Ostodolepidae, een andere microsauriërfamilie, hebben ook slaapinhammen, maar die zijn niet zo uitgebreid als die van hapsidopareiontiden, die zich uitstrekken tot in het schedeldak. Bij hapsidopareiontiden kan de bedding ruimte hebben geboden voor een vergrote kaak-adductormusculatuur, hoewel bepaalde kenmerken van de schedel dit idee niet ondersteunen. Hapsidopareion en Llistrofus bezitten beide deze inham, maar bij Saxonerpeton is het slaapgebied compleet. Het ontbreken van een slaapinham kan Saxonerpeton uitsluiten van de Hapsidopareiontidae; Bolt en Rieppel (2009) beperkten de Hapsidopareiontidae daarom tot Hapsidopareion en Llistrofus.